# Agrochira ametromastax
Agrochira ametromastax är en tvåvingeart som beskrevs av Ian David Whittington 2003. Agrochira ametromastax ingår i släktet Agrochira och familjen bredmunsflugor.
Artens utbredningsområde är Kenya. Inga underarter finns listade i Catalogue of Life.